# Терман, Фредерик Эммонс
Фредерик Эммонс Терман (англ. Frederick Emmons Terman [ˈtɜrmən]; 7 июня 1900, Инглиш, Индиана — 19 декабря 1982, Пало-Алто, Калифорния) — американский учёный; считается «отцом Кремниевой долины» (наряду с Уильямом Шокли).

## Образование
Терман получил степень бакалавра по химии и магистра по электротехнике в Стэнфордском университете, где его отец Льюис Термен (создатель IQ-теста) был профессором. Терман получил степень доктора наук по электротехнике в Массачусетском технологическом институте в 1924 году. Его научным руководителем был Вэневар Буш, один из создателей Национального научного фонда.

## Академическая карьера
Терман пришёл на работу в Стэнфорд в 1925 году на инженерный факультет. С 1925 по 1941 год Термен создал учебные курсы и направления исследований в области электроники в Стэнфорде в области радиоламп, схемотехники и измерительных приборов. Он издал книгу «Радиотехника» (первое издание вышло в 1932 году, второе издание в 1938 году, третье издание в 1947 году с описанием новых технологий, разработанных во время Второй мировой войны; четвёртое издание в 1955 году с новым названием, «Электроника и Радиотехника»), которая используется по сей день. У Термена учились Освальд Гаррисон Виллард (младший), Уильям Хьюлетт и Дэвид Паккард. Он поощрял своих студентов создавать свои собственные компании и вкладывал во многие из них личный капитал, в результате появились такие компании, как Litton Industries и Hewlett-Packard.
Во время Второй мировой войны Термен руководил более чем 850 сотрудниками Научно-исследовательской радиолаборатории в Гарвардском университете. Эта лаборатория занималась аппаратурой для постановки помех вражеским радарам, перестраиваемыми приёмниками для обнаружения радиолокационных сигналов, а также дипольными отражателями для создания ложных отражений на радиолокационных приемниках противника.
После войны Термен вернулся в Стэнфорд и стал деканом Школы инженерии. В 1951 году он возглавил работу по созданию Стэнфордского индустриального парка, которому университет передал в аренду часть своей земли для размещения высокотехнологичных компаний. Varian Associates, Hewlett-Packard, Eastman Kodak, General Electric, и Lockheed Corporation переехали в Стэнфордский индустриальный парк и превратили территорию вокруг Стэнфорда в источник инноваций, который вскоре стал известен как Кремниевая долина.
Термен был проректором  Стэнфорда с 1955 по 1965 год. За это время Термен значительно расширил научные, статистические и инженерные подразделения, чтобы получать больше научно-исследовательских грантов от Министерства обороны. Эти гранты помогли превратить Стэнфорд в один из ведущих университетов мира, а также способствовали росту Кремниевой долины.
В 1964 году Термен стал основателем Национальной академии инженеров.
Подводя итог прожитым годам, Терман сказал:

Когда мы поставили задачу создания центра технических наук в Кремниевой долине, здесь почти ничего не было, а остальной мир выглядел ужасно большим. На сегодня, большая часть мира — здесь.

## Награды
- Медаль почёта IEEE (1950)
- Медаль основателей IEEE (1963)
- Национальная научная медаль США (1975)